# Tueret

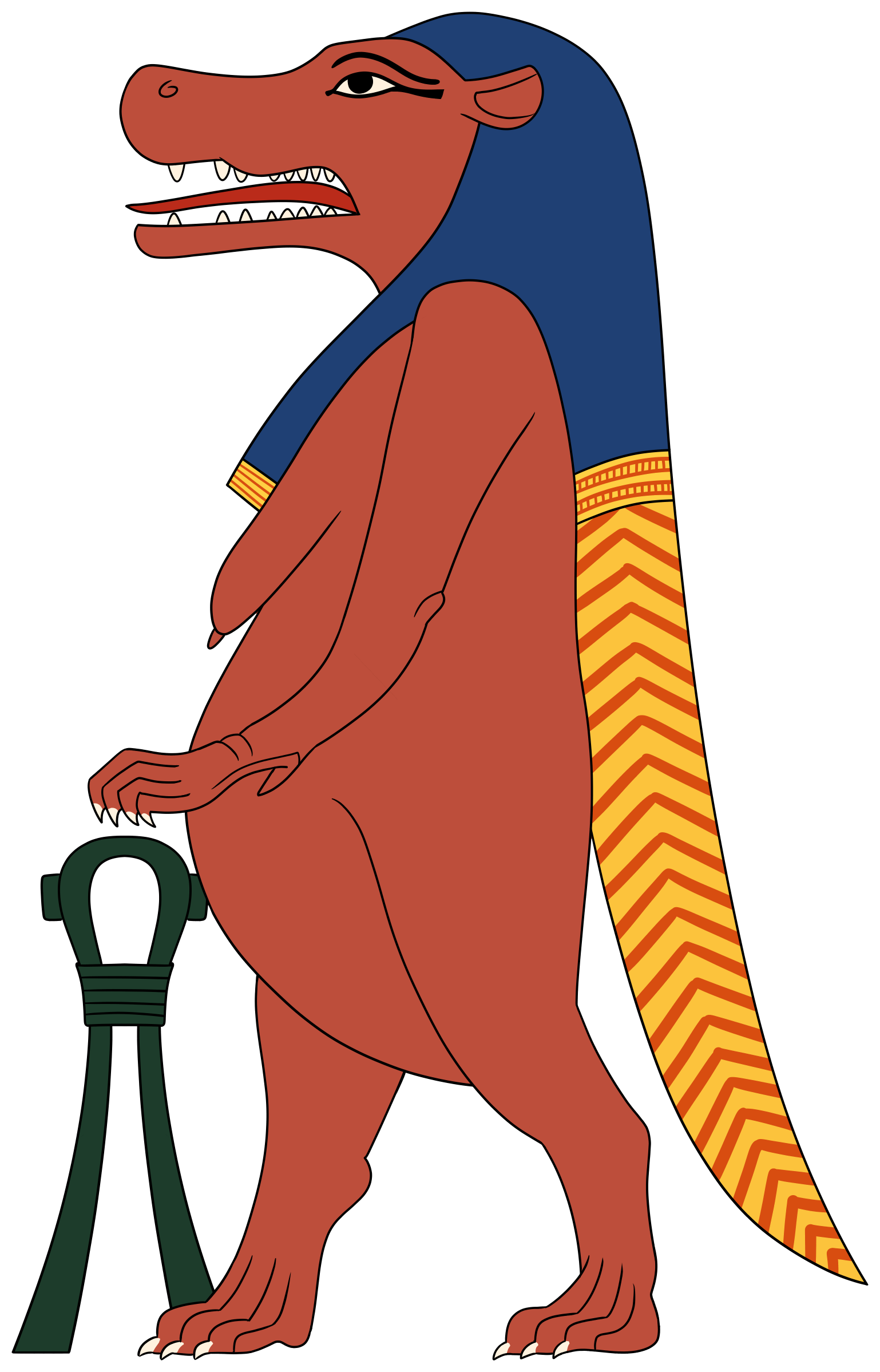

Tueret o Tauret è una divinità egizia raffigurata come un essere ibrido, composto da testa e corpo di una femmina d'ippopotamo gravida, con seni di donna, coda di coccodrillo e zampe di leone. Il nome è traslitterato anche come Taweret, Taurt, Tuat, Taouris, Tuart, Ta-weret, Tawaret, Twert, Taueret e Thueris.
Era considerata la dea della fertilità, legata all'inondazione del Nilo e grande protettrice delle donne incinte e dei bambini; vegliava anche sul sonno.

Alla sua immagine è legato il glifo del nodo protettivo 
| V17 |

 s3 - protezione, rappresentante un amuleto magico.

## Culto
Nell'ambito dei riti funerari Tueret veniva considerata la madre del sole, quindi collaborava alla sua rinascita quotidiana, oltre ad aiutare il defunto a rinascere a nuova vita.
L'ippopotamo è la forma di uno dei tre letti (le altre sono vacca e leone) su cui i defunti erano posti in sequenza per permettere loro il viaggio nell'aldilà.
Talvolta era associata alle dee protettive Iside e Hator e veniva adorata in compagnia di Bes, Amon-Ra, Seth e Osiride, Era  raffigurata con corona hatorica, alzata dritta su due zampe, con le altre due appoggiate al nodo protettivo.
Il suo culto era presente nel villaggio degli operai di Deir el-Medina come attestato dai ritrovamenti archeologici.
Come divinità stellare appare in funzione di misuratrice del tempo eterno ed infinito

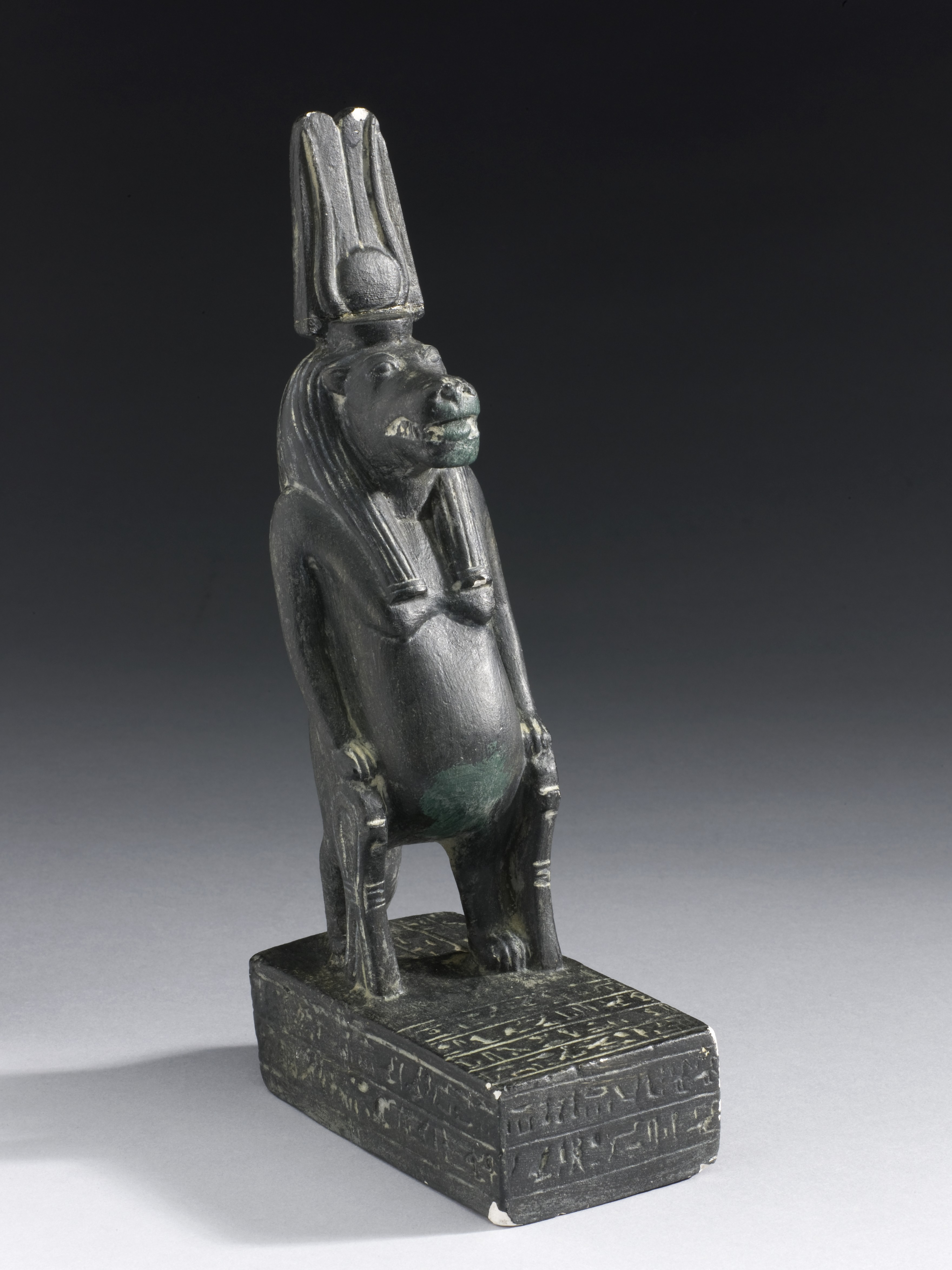
Statua raffigurante Tueret. Museo egizio (Il Cairo).
Amuleto raffigurante la dea Tauret. Faience egizia, tra il 722 e il 30 a.C. Periodo tardo dell'Egitto. Museo Egizio, Torino (Cat. 0531).

## Nei mass media
- È presente nella serie Moon Knight come un personaggio di supporto.
- È presente nel secondo e terzo libro della serie The Kane Chronicles di Rick Riordan, dove è amica e alleata dei fratelli Kane. Alla fine della trilogia, inizia una relazione col dio Bes.
- Una enorme statua che la rappresenta compare nella serie TV statunitense Lost e costituisce uno dei misteri dell'Isola.